# Roy Fox
Roy Fox (* 25. Oktober 1901 in Denver; † 20. März 1982 in Twickenham, London) war ein US-amerikanischer Bandleader und Kornettist, besonders bekannt für Tanzbands, die er in den 1930er Jahren in England leitete.
Fox wuchs in Hollywood auf und lernte zuerst Kornett. Er spielte im Filmstudio von Cecil B. DeMille und mit sechzehn Jahren im Orchester von Abe Lyman in Santa Monica (mit Miff Mole, dem Klarinettisten Gussie Miller und den späteren Bandleadern Henry Halstead und Gus Arnheim). Wegen seines weichen Ansatzes (er musste sein Spiel im Restaurant dämpfen, da er von Tisch zu Tisch ging) erhielt er den Spitznamen The Whispering Cornetist.
1920 gründete er seine erste eigene Band, mit der er tourte und im Club Royale gegenüber den MGM-Studios in Culver City spielte, bis diese 1925 abbrannten. 1925 tourte er mit Art Hickmans Orchester, die dann in Florida spielte. Er war eine Zeitlang in New York und leitete dann wieder eine eigene Band in Los Angeles, die auch im Radio übertragen wurde. Außerdem arbeitete er als Studiomusiker beim Film. 1930 ging er mit seiner Band nach London und spielte für BBC-Radio und nahm bei Decca Records auf. Während seine Band zurückkehrte, blieb er in London und gründete eine neue Band, die im Monseigneur Restaurant in Piccadilly spielte.
Während er 1932 in der Schweiz eine Lungenkrankheit auskurierte, überließ er die Band seinem Pianisten Lew Stone, der ihn nach seiner Rückkehr als Bandleader ausbootete. Fox gründete eine neue Band, die im Café Anglais am Leicester Square spielte. Mit ihr tourte er auch in Belgien und Großbritannien. Mitglied der Band waren Art Christmas, Harry Gold und Jack Nathan. Er spielte auch im Soundtrack mehrere Filme und nahm mit seiner Band auf. Roy Fox wirkte von 1924 bis 1938 bei 56 Aufnahmesessions mit.
1938 musste er seine Karriere erneut wegen Krankheit unterbrechen. Später ging er nach Australien, wo er das Jay Whidden Orchester leitete, tourte in den USA mit kleineren Bands und leitete 1946/47 wieder eine Tanzband in England, mit der er auf der Isle of Man und im Potomac Club in London auftrat. 1952 zog er sich aus dem aktiven Musikerleben zurück und eröffnete eine Buchungsagentur.
1975 erschien in London seine Autobiographie (Roy Fox - Hollywood, Mayfair and all That jazz : The Roy Fox Story, Leslie Frewin Publ.).